# マイマイ属
マイマイ属（マイマイぞく、学名 Euhadra）はカタツムリの属の一つ。ナンバンマイマイ科の中で日本列島を中心に種分化したグループで、比較的大型の種類を含んでいる。模式種のミスジマイマイに因み「ミスジマイマイ属」と呼ぶ場合もある。

## 特徴
貝殻の大きさは殻径20mm程度のヤクシママイマイから65mmに達するアワマイマイまで、種類によって異なる。日本産カタツムリ類としては中形から大形で、最大種アワマイマイは「日本最大のカタツムリ」でもある（外来種のアフリカマイマイを除く）。殻の形は低い円錐形のものが多いが、円盤形に近いムラヤママイマイ、逆に螺塔が高く発達するハコネマイマイやオキマイマイなど例外もある。殻口は斜め下に開き、成貝では肥厚反転する。臍孔はよく開く。また殻が左巻きの種もいる。
主な分布域は北海道南西部（旭川-帯広以南）・本州・四国・九州とその周辺離島である。伊豆諸島では神津島以北、対馬海峡では対馬と韓国済州島、南西諸島ではトカラ列島宝島までだが、喜界島からトコヨマイマイという化石種が発見されている。中には限られた石灰岩地域や離島のみに生息する固有種もいる。
種や亜種の細かい同定には、他のカタツムリ類と同様に生殖器の形態が重要である。生息環境は種類によって地上性・樹上性が分かれる。

### 殻表の模様
マイマイ属は、貝殻の体層に最大4本の色帯が入る。この色帯は上から順に上周縁帯、周縁帯、底帯、臍帯と呼称され、それぞれ1-4の番号が振られる。これらの色帯の有無は4桁の数字で表現され、色帯が無い箇所を0で表す。例えば色帯が全くないものは「0000」、4本あるものは「1234」、巻きの中ほどに2本線があり臍孔周辺が黒くないものは「0230」となる。色帯が不明瞭な場合や隣り合った色帯が同一化している場合は括弧を用いて「(1)234」「02(34)」のように表現する。
また、巻きの垂直方向に縞模様が入る場合もある。これは炎に擬えて「火炎彩（かえんさい）」、またはこれがよく発現するトラマイマイという亜種に因み「トラマイマイ模様」と呼ばれる。
色帯や火炎彩は種類によって出現する傾向が異なるので、模様にはそれぞれの代表種を冠した呼称が付けられている。ただしここに挙げられた代表種でも模様の変異があるので、殻の模様による種の判別は絶対ではない。
- 0000 - 無帯、または無色帯
- 1234 - コガネマイマイ模様
※1が上方へ、3が下方へ次第に淡くなるものを「ツクシマイマイ模様」と呼ぶが[1]、0230をツクシマイマイ模様と呼んだ文献もあり[3]、混同に注意。
- 0234 - クチベニマイマイ模様
- 0204 - ヒラマイマイ模様
- 0230 - ツクシマイマイ模様[3]
- 02(34) - サンインマイマイ模様（3と4が同一化）[3]
- 火炎彩 - トラマイマイ模様

## 構成種
30種ほどが分類されるが、カタツムリの例に漏れず多くの亜種が分類される。学者によっては亜種を別種としたり、逆に亜種にするまでもないという見解もあるので、全体の種数は流動的である。
※絶滅危惧種の保全状態評価は環境省レッドリスト2007年版に基づく。

### 右巻き系 Dextral species of Euhadra

#### クロマイマイ種群E. tokarainsulagroup
- クロマイマイ E. tokarainsula Minato et Habe,1982 - 口永良部島-トカラ列島宝島[5]。準絶滅危惧(NT)
  - ウジグントウマイマイ E. t. ujiensis Tomiyama,1984 - 宇治群島向島[5]。準絶滅危惧(NT)
- †トコヨマイマイ E. pachya (Pilsbry,1902) - 化石種（喜界島）
- †タカラジママイマイ E. takarajimana M. Azuma et Y. Azuma,1985[4]

#### ツクシマイマイ種群E. herklotsigroup
- ツクシマイマイ E. herklotsi (Martens, 1860)
  - ツクシマイマイ E. h. herklotsi (Martens, 1860) - 九州とその周辺（愛媛県・山口県-鹿児島県・韓国の済州島）
  - ツシママイマイ E. h. tsushimana (Möllendorff, 1900) - 壱岐・対馬。ツクシマイマイのシノニムとするのが一般的[6]。
  - オオヒウガマイマイ（オオヒュウガマイマイ） E. h. hyugana Kuroda, 1936 - 宮崎県。ツクシマイマイのシノニムとするのが一般的[6]。
  - キリシママイマイ E. h. kirishimensis Kuroda, 1936 - 霧島山周辺。分子系統からタカチホマイマイのシノニムとするのが妥当[7]。
- タカチホマイマイ E. nesiotica (Pilsbry, 1902) - 九州南部・種子島・屋久島。従来ツクシマイマイの亜種とされていたが、分子系統から別種として扱うのが妥当[7]。
- ヤクシママイマイ E. yakushimana (Pilsbry et Hirase, 1903) - 屋久島固有種[5]。ツクシマイマイの亜種 E. h. yakushimana とする見解もある[1]。絶滅危惧II類(VU)

#### ハクサンマイマイ種群E. latispiragroup
- ハクサンマイマイ E. latispira (Pilsbry et Hirase,1909) - 福井県・石川県。絶滅危惧II類(VU)
  - ツルガマイマイ E. l. tsurugensis (Cockerell,1924) - 滋賀県・福井県・石川県・富山県
  - コウロマイマイ E. l. yagurai Kuroda et Habe,1949 - 鳥取県・岡山県・兵庫県。準絶滅危惧(NT)

#### サドマイマイ種群E. sadoensisgroup
- サドマイマイ E. sadoensis (Pilsbry et Hirase,1903) - 佐渡島固有種。絶滅危惧I類（CR+EN）

#### クロイワマイマイ種群E. senckenbergianagroup

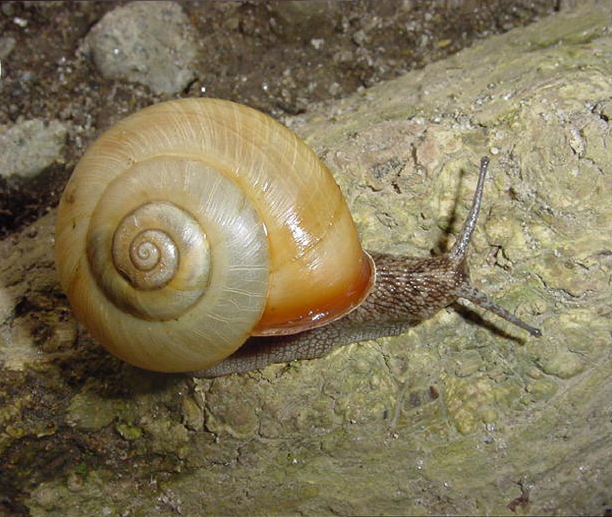
アオモリマイマイ E. senckenbergiana aomoriensis

- クロイワマイマイ E. senckenbergiana (Kobelt,1875) - 岐阜県・長野県・福井県-新潟県
  - イブキクロイワマイマイ E. s. ibukicola Pilsbry,1928 - 伊吹山地・鈴鹿山脈
  - ミノマイマイ E. s. minoensis Pilsbry,1928 - 岐阜県・滋賀県
  - チビクロイワマイマイ E. s. minoensisiformis Kanamaru,1940 - 岐阜県・三重県
  - アオモリマイマイ E. s. aomoriensis (Gulick et Pilsbry,1900) - 宮城県-青森県
  - ノトマイマイ E. s. notoensis Kuroda et Teramachi, in Kira,1954 - 石川県
  - アオモリマイマイ山形県型（桜井仮称カワニシマイマイ）[4] E. s. ssp.1
  - ノトマイマイ新潟県型(江村仮称コシノナミマイマイ)[4] E. s. ssp.2

#### アワマイマイ種群E. awaensisgroup
- アワマイマイ E. awaensis (Pilsbry,1902) - 四国東部
  - コウチマイマイ E. a. vortex (Pilsbry,1928) - 高知県平野部・沖の島
  - イワミマイマイ E. a. occidentalis Azuma, Tatewaki et Okamura,1987[4] - 絶滅危惧II類(VU)

#### イズモマイマイ種群E. idzumonisgroup
- イズモマイマイ E. idzumonis (Pilsbry et Gulick,1900) - 隠岐諸島・中国地方・四国北部[3]

#### アイヅマイマイ種群Euhadrasp. group
- アイヅマイマイ（仮称） E. sp.A

#### ヒラマイマイ種群E. eoagroup
- ヒラマイマイ E. eoa (Crosse,1868) - 愛知県-神奈川県
  - ギュリキマイマイ（ギュリッキマイマイ） E. e. gulicki Pilsbry,1928
  - イセノナミマイマイ E. e. communisiformis Kanamaru,1928 - 伊勢湾周辺
- ナチマイマイ E. nachicola Kuroda,1929 - 紀伊半島南部。絶滅危惧I類（CR+EN）

#### コガネマイマイ種群E. sandaigroup
- コガネマイマイ E. sandai (Kobelt,1879) - 伊吹山地・白山山系
  - オカノマイマイ E. s. okanoi Pilsbry et Cockerell,1927 - 福井県の一部
  - ナミマイマイ E. s. communis Pilsbry,1928 - 近畿地方・福井県
  - オキニシキマイマイ E. s. oki Pilsbry,1928 - 隠岐諸島
  - ダイセンニシキマイマイ E. s. daisenica Kuroda,1931 - 中国地方・兵庫県
  - ニシキマイマイ E. s. kuramana Kuroda et Teramachi,1937 - 近畿地方
  - ヤハタマイマイ E. s. yahatai Kuroda et Azuma,1982[4]

#### ミスジマイマイ種群E. peliomphalagroup
- ミスジマイマイ E. peliomphala (Pfeiffer,1850) - 関東地方
  - シモダマイマイ E. p. simodae (Jay,1856) - 伊豆半島・神津島以北の伊豆諸島
  - トラマイマイ E. p. nimbosa (Crosse,1868) - 箱根山周辺
  - クノウマイマイ E. p. kunoensis Kuroda in Masuda et Habe,1989 - 静岡県東部[8]
- シゲオマイマイ E. sigeonis Kuroda,1944 - 紀伊半島南部

#### ヒタチマイマイ種群E. brandtiigroup
- ヒタチマイマイ E. brandtii (Kobelt,1875) - 北関東-東北地方
  - サッポロマイマイ E. b. sapporo (Ijima,1891) - 北海道南西部。準絶滅危惧(NT)
  - オゼマイマイ E. b. roseoapicalis Kuroda, in Kira,1969 - 北陸地方・北関東

#### ハコネマイマイ種群E. callizonagroup
- ハコネマイマイ E. callizona (Crosse, 1871) - 神奈川県・中部地方
- クチベニマイマイ E. amaliae (Kobelt, 1875) - 鳥取県・近畿地方・中部地方西部。ハコネマイマイの亜種 E. callizona amaliae とする見解もある[9]。
  - クチベニマイマイ伊豆諸島型(仮称イヅマイマイ) E. a. ssp. I - 三宅島
- サンインマイマイ E. dixoni (Pilsbry, 1900)
  - サンインマイマイ E. dixoni dixoni (Pilsbry, 1900) - 中国地方・韓国の済州島
  - ヒメサンインマイマイ E. d. minor (Gude, 1900)[4]
  - ヤマガマイマイ E. d. montivaga (Pilsbry et Hirase, 1904) - 四国山地
  - オキマイマイ E. d. okicola Pilsbry, 1927 - 隠岐諸島固有種。準絶滅危惧(NT)

#### ハリママイマイ種群E. congenitagroup
- ハリママイマイ E. congenita (Smith,1878) - 兵庫県
- セトウチマイマイ E. subnimbosa (Kobelt,1879) - 九州東部・中国地方・四国地方
  - アワジマイマイ E. s. maritime (Gulick et Pilsbry,1900) - 淡路島
  - ムロトマイマイ E. s. murotonis Kuroda et Habe,1949 - 四国南部

### 左巻き系 Sinistral species of Euhadra

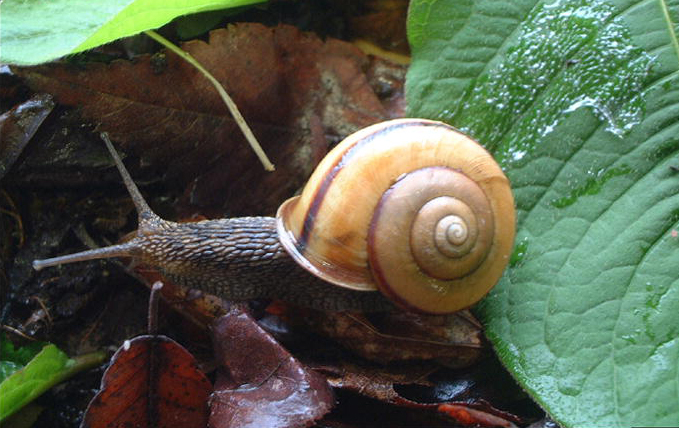
ヒダリマキマイマイ E. quaesita

右巻きのものよりは種類数が少なく、分布域も本州の近畿地方から東北地方までに限られる。

#### ヒダリマキマイマイ種群E. quaesitagroup
- ヒダリマキマイマイ E. quaesita (Deshayes,1850) - 中部地方-東北地方・伊豆諸島・飛島
  - チャイロヒダリマキマイマイ E. q. montium (Martens,1879) - 中部地方・関東地方
  - ヘグラマイマイ E. q. heguraensis Kuroda et Tan,1936 - 舳倉島固有種。準絶滅危惧(NT)

#### ムラヤママイマイ種群E. murayamaigroup
- ムラヤママイマイ E. murayamai Habe,1976 - 新潟県の一部。絶滅危惧I類（CR+EN）

#### ミヤマヒダリマキマイマイ種群E. scaevolagroup
- ミヤマヒダリマキマイマイ E. scaevola (Martens,1877) - 白山山系・静岡県・関東地方西部。絶滅危惧II類(VU)
  - ヒラヒダリマキマイマイ E. s. interioris Kuroda et Habe,1928 - 福井県・三重県-長野県
  - ミカワマイマイ E. s. mikawa Amano,1939 - 愛知県・静岡県。絶滅危惧II類(VU)

#### ムツヒダリマキマイマイ種群E. decoratagroup
- ムツヒダリマキマイマイ E. decorata Pilsbry et Hirase,1903) - 東北地方
  - ナンブマイマイ（ナンブヒダリマキマイマイ） E. d. diminuta Toba et Kuroda,1936 - 岩手県・青森県。準絶滅危惧(NT)
- トバマイマイ E. tobai S. Hirase,1929 - 秋田県の一部
- イワデマイマイ E. iwadensis Toba et Kuroda,1936 - 岩手県

#### オオタキマイマイ種群E. gratagroup
- オオタキマイマイ E. grata (Gude,1900) - 新潟県・東北地方。絶滅危惧II類(VU)
  - エムラマイマイ E. g. emurai Kuroda,1931 - 新潟県・秋田県・岩手県。絶滅危惧II類(VU)
  - トビシママイマイ E. g. tobisimae Kuroda,1931 - 飛島固有種。絶滅危惧II類(VU)
  - ミチノクマイマイ E. g. gratoides Kira,1959 - 青森県・秋田県。準絶滅危惧(NT)
  - エチゴマイマイ E. g. echigoensis Murayama,Takizawa et Habe,1991[4] - 絶滅危惧II類(VU)